# Dinpur
Dinpur (en urdu: دین پور‎) es una aldea y consejo de unión en el distrito de Dera Ismail Khan, en la provincia de Khyber Pakhtunkhwa, Pakistán. Se encuentra al sureste de la ciudad capital del distrito, Dera Ismail Khan, a una altitud de aproximadamente 175 metros sobre el nivel del mar.

## Administración
Dinpur forma parte del tehsil Dera Ismail Khan (tehsil) y actúa como una unidad administrativa local bajo el sistema de gobierno provincial.

## Economía
La economía local se basa principalmente en la agricultura. La región se beneficia de llanuras fértiles e infraestructura de riego. Los principales cultivos incluyen trigo, maíz, caña de azúcar y algodón.

## Educación
La localidad cuenta con una escuela secundaria pública (Government High School Dinpur) y una escuela primaria (Dinpur Primary School) que prestan servicios a la población local.

## Desarrollo
En los últimos años, Dinpur ha experimentado mejoras en el acceso a la educación, internet y campañas de concienciación para empoderar a los jóvenes.

## Salud
En mayo de 2025, el gobierno provincial asignó 1.110 millones de rupias para establecer laboratorios de cateterismo cardíaco y un centro de quemados en hospitales de Dera Ismail Khan, beneficiando a los residentes de Dinpur.

## Seguridad
Tras ataques con cohetes en diciembre de 2022 en áreas militares del distrito, la policía llevó a cabo operativos en Dinpur y zonas vecinas, arrestando a varios sospechosos.

## Electricidad y protestas
Durante el invierno 2022–2023, los prolongados cortes de electricidad generaron protestas públicas en Dinpur. Los manifestantes bloquearon calles y exigieron un suministro eléctrico estable por parte de PESCO.

## Supervisión administrativa
En abril de 2023, el Comisionado Asistente inspeccionó sin previo aviso instalaciones médicas en Dinpur, encontrando ausencias de personal y ordenando medidas para mejorar la responsabilidad administrativa.

## Personas destacadas
- Ghulam Muhammad Din Puri (1835–1936): erudito islámico y fundador de Dinpur Sharif.<ref>{{cite wiki |title=Ghulam Muhammad Din Puri |url=https://en.wiki*